# Günther Pape

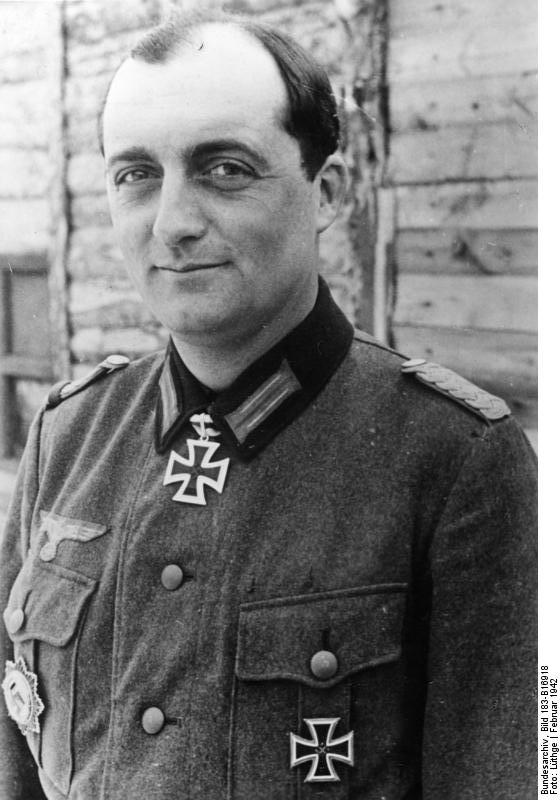
Günther Pape (1942)

Günther Pape (* 14. Juli 1907 in Düsseldorf; † 21. Januar 1986 ebenda) war ein deutscher Offizier, zuletzt Generalmajor der Wehrmacht und Bundeswehr.

## Leben
Pape trat am 1. April 1927 als Fahnenjunker in die Reichswehr ein. Er  wurde am 1. Februar 1932 beim 15. Kavallerie-Regiment zum Leutnant befördert. Ab dem 1. Januar 1938 bis Januar 1941 war er Chef der 2 Kompanie des Kradschützen-Bataillons 3 der 3. Panzer-Division. Im Zweiten Weltkrieg kommandierte er verschiedene Kampfverbände. Ab dem 1. September 1941 war er Kommandeur der Panzer-Aufklärungs-Abteilung 3 der 3. Panzer-Division. Er wurde am 1. April 1942 zum Oberstleutnant und am 1. September 1942 Oberst befördert. Am  6. August 1942 bekam er das Kommando über  das 394. Panzergrenadier-Regiment der 3. Panzer-Division. Er führte bis Oktober 1943 das 394. Panzergrenadier-Regiment. Im Oktober 1944 besuchte er einen Division-Führerlehrgang. Ab dem 1. September 1944 war er Kommandeur der Panzer-Division „Feldherrnhalle“. Er war mit 37 Jahren einer der jüngsten Generale der Wehrmacht, als er 1. Dezember 1944 zum Generalmajor befördert wurde. Am 20. Dezember 1944 wurde Pape namentlich im Wehrmachtbericht erwähnt.
Er trat 1956 als Brigadegeneral in die Bundeswehr ein. In der Bundeswehr kommandierte er die Panzertruppenschule in Munster, später die 5. Panzerdivision und war zuletzt als Generalmajor Befehlshaber im Wehrbereich III. 1966 wurde er auf eigenen Wunsch infolge des sogenannten Gewerkschaftserlasses entlassen.

## Auszeichnungen

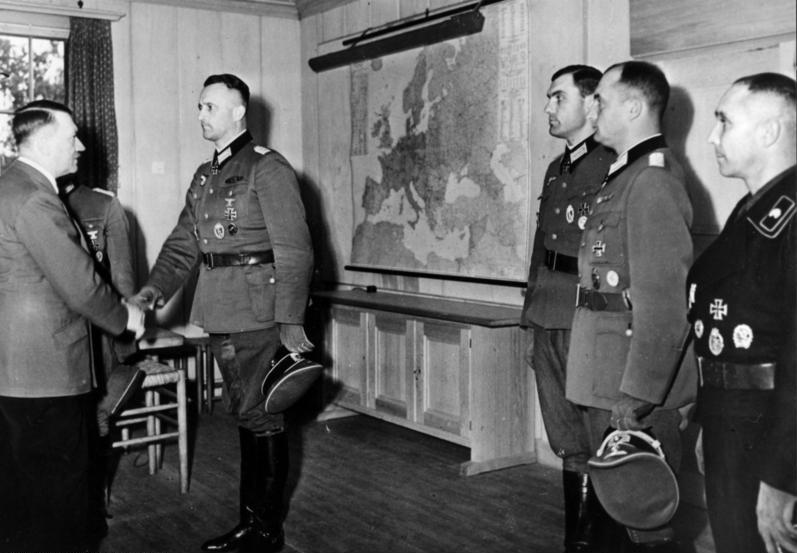
Pape (zweiter von rechts) 1943 bei Ordensverleihung durch Hitler in der Wolfsschanze

- Eisernes Kreuz (1939) II. und I. Klasse
- Deutsches Kreuz in Gold am 23. Januar 1942[4]
- Ritterkreuz des Eisernen Kreuzes mit Eichenlaub[4]
  - Ritterkreuz am 10. Februar 1942
  - Eichenlaub am 15. September 1943 (301. Verleihung)
- Nennung im Ehrenblatt des Heeres am 5. Dezember 1944[4]
- Verwundetenabzeichen in Gold
- 1967: Großes Verdienstkreuz des Verdienstordens der Bundesrepublik Deutschland[5]